# Histoire de l'architecture
L'histoire de l'architecture est une partie de l'histoire de l'art qui étudie l'évolution historique de l'architecture d'une façon différente de l'histoire de la construction, c'est-à-dire qu'elle étudie ses principes d'arrangement, ses idées d'associations symboliques mises en place dans les réalisations concrètes plutôt que pour la construction uniquement l'aspect ornemental des matériaux et leur provenance géographique. 
Cette discipline, comme toute autre forme de connaissances historiques, est soumise aux limitations et aux forces de l'historiographie : il existe différents points de vue relatifs à son étude, dont la plupart exprimés sont occidentaux, jusqu'à l'aspect ethnographique dans l'étude des autres cultures. Ainsi, l'architecture se constitue parfois sans une personne déclarée par l'organisation sociale « le maître des œuvres » (concernerait l'architecture vernaculaire, en français : architecture courante ou vulgaire).
La personne qui exercerait à partir d'éléments matériels et immatériels organisés l'« art de l'architecture » socialement est l'architecte.

## Préhistoire
La symbolique de la construction existe depuis l'âge des métaux, elle est attestée par les pierres levées partout dans le monde.

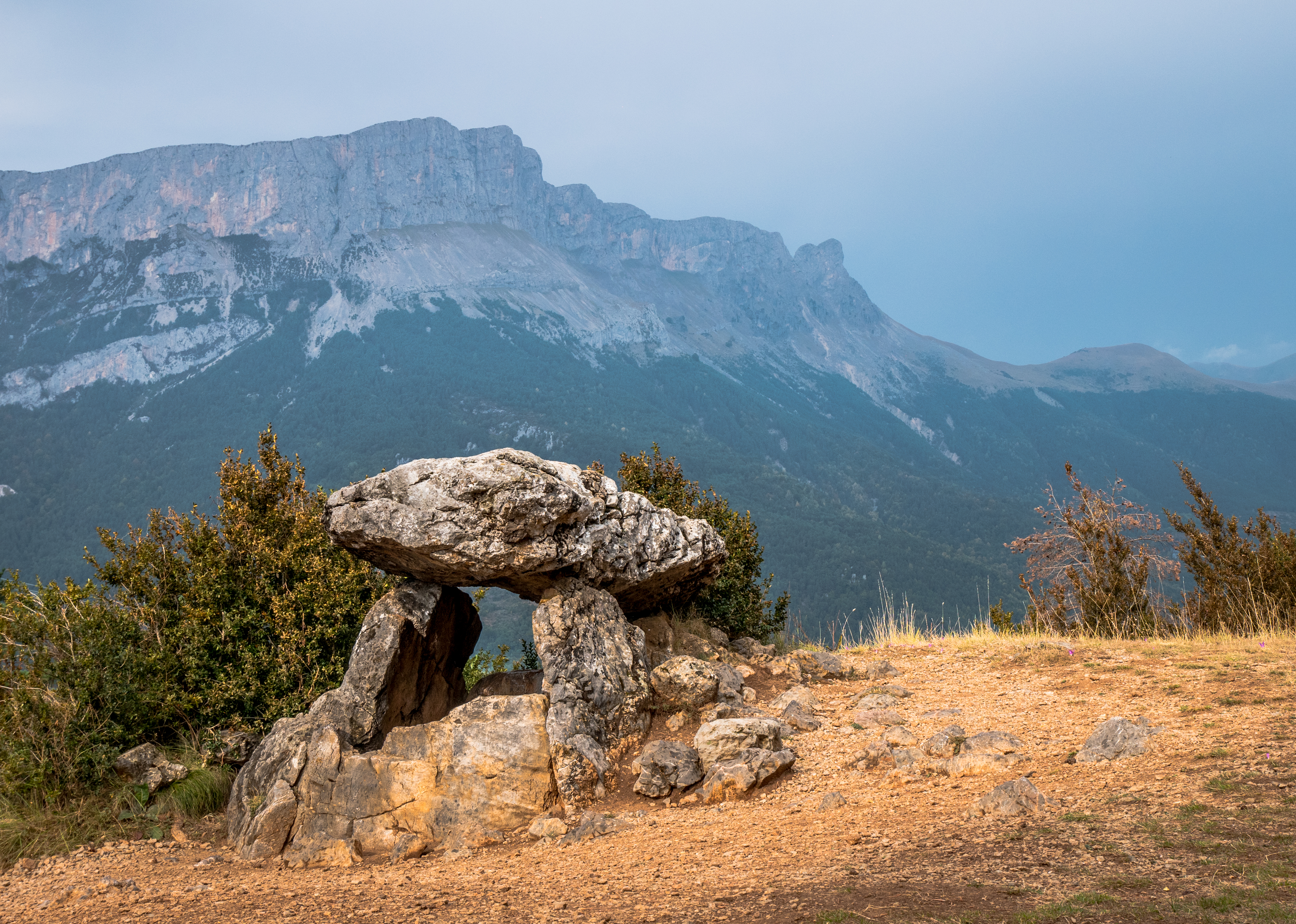
Dolmen de Tella, Sobrarbe, Aragón, Espagne. Photo Basotxerri

## Antiquité
Dans plusieurs civilisations antiques, comme l'Égypte ou la Mésopotamie, l'architecture et l'urbanisme reflètent constamment le divin et le surnaturel. De plus, elles ont recours à la monumentalité pour symboliser le pouvoir politique des dirigeants, de l'élite, ou de l'État lui-même.
Les éléments les plus connus de l'architecture sacrée de l'Égypte antique sont les tombeaux, dont les pyramides, et quelques temples monumentaux. L'architecture domestique en terre crue est en revanche très peu connue, en raison d'un manque de vestiges visibles. Néanmoins, la découverte du site de Tell el-Amarna a permis de résoudre quelques énigmes sur le quotidien des égyptiens de « basse extraction ».
L'architecture et l'urbanisme des civilisations telles que la Grèce antique et la Rome antique évoluèrent à partir d'idéaux civiques plutôt que religieux, et de nouveaux types de constructions émergèrent.
Les amphithéâtres romains, théâtres antiques, arcs de triomphe, basiliques, aqueducs, thermes romains, marchés (macellum) et temples construits en pierre, en ciment et en briques sont caractéristiques de l'architecture romaine avec leurs systèmes de voûtes composites ou toscanes.
Des textes sur l'architecture ont été écrits depuis l'antiquité. Ces textes contiennent à la fois des conseils généraux, et des prescriptions et des canons formels. Les écrits de l'ingénieur militaire romain Vitruve au Ier siècle av. J.-C. contiennent de nombreux exemples de canons. Certains des plus importants exemples de l'architecture canonique sont religieux.

## Moyen Âge

### Architecture chrétienne
L’architecture constituait au Moyen Âge occidental l’une des sept disciplines des « arts mécaniques ».
L'architecture occidentale du Moyen Âge contient trois principales périodes :
- Architecture pré-romane (750-950) : petits bâtiments de plans droits, proches des basiliques romaines.
- Architecture romane (950-1130) : les voûtes de pierre et les constructions aux murs de pierre épais sont caractéristiques de cette architecture. Les techniques sont héritées de l'architecture romaine.
- Architecture gothique (1130-1500) : caractérisée par des nefs très élevées avec arcs-boutants, des ponts de pierre et de grandes baies vitrées divisées en petites sections par des croisillons de pierre. Les arcs sont en ogives, les sculptures très détaillées et les portes très ouvragées.
- Art asturien
- Art grotesque

L'architecture byzantine est caractérisée par les coupoles sur pendentifs en brique. Les extérieurs sont enduits sobrement, alors que les intérieurs sont décorés de mosaïques aux couleurs vives et de lambris de panneaux de marqueterie de marbre. Le meilleur paradigme de l'architecture byzantine reste Hagia Sophia.

### Architecture islamique
Depuis ses débuts au VIIe siècle apr. J.-C., l'architecture islamique se manifeste par la construction de nombreux édifices religieux et profanes tant dans l'Orient que dans l'Occident musulman. Parmi les mieux préservés, figure la grande mosquée de Kairouan (en Tunisie). Fondée en 670 apr. J.-C. et reconstruite au IXe siècle par les souverains de la dynastie aghlabide, elle est considérée comme l'ancêtre de toutes les mosquées de l'Occident musulman. Par son plan et ses caractéristiques architecturales et décoratives, elle servit de prototype à de nombreuses mosquées de l'Occident musulman et servit de modèle dans divers pays de l'Afrique du Nord, en Sicile et en Andalousie.

## Renaissance
L'architecture de la Renaissance voit son apogée durer de 1494 dates des guerres d'Italie à 1620. Elle réadapte l'architecture grecque et romaine, avec des dômes, des colonnes rectangulaires (pilastre) souvent intégrées aux murs.
- Style Tudor

## XVIIesiècleetXVIIIesiècle

### Architecture baroque
Le style baroque est un style « chargé », avec des sculptures complexes. Ce style se développa surtout en Italie mais eu une influence dans toute l'Europe (exemple : église Saint-Paul à Paris).

### Architecture classique et néoclassique
L'architecture classique se développe au XVIIe siècle, dans les pays du nord de l'Europe et en France, empruntant ses formes à l'architecture antique (colonnes, trophées, frontons…). L'exemple le plus grand est le château de Versailles. Le classicisme est un art au service du pouvoir : les lignes sont rectilignes, la symétrie et les rigueurs de la géométrie sont respectées. Dans le nord de l'Europe (pays protestants), les églises ont un décor simple. Leur style tranche avec les exubérances du baroque. Certains historiens (comme Ernst Gombrich) considèrent la partie du château de Versailles dessinée par Louis Le Vau comme baroque.
L'Architecture néoclassique, dure environ de 1750 à 1830. Elle procède d'un second retour à l'antiquité gréco-romaine depuis la Renaissance.
- exemple emblématique : Église de la Madeleine ;
- Par l'intermédiaire des visites de Thomas Jefferson à Paris, ce style eut des répercussions sur les architectures anglo-saxonnes :
  - style georgien
  - style fédéral
  - Greek Revival
    - style georgien
    - Greek Revival

- Architecture élisabéthaine
- Architecture jacobéenne
- Style Louis XIII
- Style Louis XIV
- Baroque sicilien

## Époque contemporaine
Dans l'époque contemporaine, l'architecture reste un moyen d'afficher la splendeur, entre autres par le gigantisme dans la hauteur (édifices verticaux) ou le gigantisme dans la portée horizontale.
- XIXe siècle : Émergence de la préfabrication. Émergence de l'éclectisme multiculturel exprimé sur une seule œuvre par l'ornementation.
- XXe siècle : Émergence du nouvel ordre architectural « pureté dépouillée » donnée par le nouveau béton de ciment, donnant un nouveau monolithisme et une plasticité de la forme. Les aspects politiques de la démographie de la population concernée par la nouvelle architecture-plan urbain sont abordés. Émergence de la notion du dedans et dehors liés par l'énergétique.
- XXIe siècle : Émergence de la notion du dedans et dehors liés par la nouvelle connectivité. Les aspects politiques des implications environnementales de l'architecture sont abordés.

Les progrès techniques des XIXe et XXe siècles ont largement étendu les possibilités de réalisation qui doivent suivre les besoins démographiques et les normes d'hygiène nouvelles. On ne peut plus se limiter à bâtir avec de la pierre naturelle ou artificielle et ses contraintes d'ouvrage. Délaissant assez tardivement la mise en place organisée des chefs-d'œuvre artisanaux, les architectes adopteront intégralement la technologie nouvelle et la situation du « standard » du bâtiment.
les différents mouvements et écoles
- Architecture victorienne
- Architecture historiciste et d'ingénierie (1840-1900)[11]
Elle est animée par la tendance à l'Éclectisme :
  - Le style Beaux-Arts ou Prix de Rome ; exemple : le Grand Palais, œuvre collégiale.
  - Le Style Second Empire ; exemple : l'Opéra Garnier de Charles Garnier
  - L'historicisme, dont le néoroman, le néorenaissance et le néogothique
  - L'ingénierie, exemple : Le Crystal Palace de Joseph Paxton ou la Tour Eiffel
- Le mouvement Arts and Crafts (littéralement Arts et artisanat) est un mouvement réformiste anglo-américain entre 1860 et 1910[12], inspiré de l'art victorien, et dans lequel on peut reconnaître, malgré des nuances sur le rapport à la nature et à l'industrialisation, l'un des précurseurs de l'Art nouveau puis, via Peter Behrens et le Werkbund allemand, de l'école du Bauhaus.
- L'école de Chicago : Ce mouvement de renouveau architectural est marqué par la révolution structurelle qui permit de passer des murs et refends porteurs aux structures de type poteaux-dalles (First Leiter Building, 1879). L'accent est mis sur la fonctionnalité, avec l'utilisation d'acier, de ciment et de fer forgé, de verre armé (pour la construction de dômes…). C'est l'École de Chicago qui lança l'utilisation de l'acier dans la construction des gratte-ciel. À cette école est apparentée à l'école de la prairie (Prairie School) qui traite, elle, de l'architecture résidentielle, et est davantage en filiation avec l'Art nouveau.
- L'Art nouveau (avec ses variantes régionales : modern style, Jugendstil (Sécession de Munich, Sécession viennoise, sécession houtsoule…), modernismo, École de Nancy, etc.) : apparu dans les années 1890[13], le style Art Nouveau se retrouve dans l'architecture, les arts graphiques et la décoration intérieure. Il est caractérisé par des formes végétales, une organisation asymétrique. Certains spécialistes considèrent ce style comme le début de l'architecture moderne.
- Style roman richardsonien
- Architecture néo-byzantine
- Style romantique national
- Architecture expressionniste
- Éclectisme
- Classicisme nordique
- Le style d'Héliopolis, est un style architectural propre à un district égyptien dans l'est du Caire[14]. Au début du XXe siècle (1905–c.1935), les architectes des chemins de fer électriques du Caire et les oasis du Héliopolis qui était la société belge responsable de la construction d'une nouvelle banlieue Heliopolis, a également eu un nouveau style, exclusivement conçu et développé pour l'utiliser dans les bâtiments du nouveau quartier.
- Le Mouvement moderne, animé par les pionniers des années 1920-1940 : l'école du Bauhaus en Allemagne, Le Corbusier et l'Esprit nouveau en France, caractérise les débuts de l'architecture moderne en rupture radicale avec le style Beaux arts du dix-neuvième siècle, mais dans le prolongement de l'Art nouveau (les « Cinq points de l'architecture moderne » de Le Corbusier-1926).
- Le style « Bauhaus », du nom de la fameuse école allemande des années 1920-1930[15], inspiré par Peter Behrens, De Stijl et le mouvement Arts and Crafts est une réponse à l'industrialisation des procédés de fabrication, notamment pour le mobilier, les objets manufacturés et l'architecture. Il est à la base du design et du Style international.
- L'Art déco : C'est le style des années 1920-1930 caractérisé par des contrastes, des formes en zigzag inspirées par l'art égyptien, et l'utilisation de décorations en chrome et en plastique. Il se retrouve dans l'architecture, les arts graphiques et les décorations intérieures[16]. Le Chrysler Building, à New York, est un exemple de ce style. Des styles en sont dérivés comme le California Crazy des années 1930-1940.
- L'Architecture totalitaire est un type d'architecture et non une période précise qui doit être mise en parallèle avec les styles dit libres. Elle regroupe les architectures réglementées par les personnes au pouvoir à la même période dans un État donné.
- Le Style international, qui marque l'arrivée des idées du Mouvement moderne aux États-Unis, notamment par l'intermédiaire de Philip Johnson au Moma à New York et de Ludwig Mies van der Rohe à Chicago, résulte du mariage des idées de l'école du Bauhaus et des techniques de construction en acier et en verre des États-Unis. Il caractérise une grande partie de l'architecture des trente glorieuses.
- Le Brutalisme
- L'Architecture high-tech qui marque une évolution au début des années 1970 du mouvement moderne et du style international vers une expression plus affichée, et parfois ostentatoire et ironique, des techniques de construction les plus innovantes, notamment en acier et en verre (verre extérieur attaché).
- Le Postmodernisme, mouvement débutant à la fin des années soixante, en rupture avec le mouvement moderne, et prônant un retour à la décoration, aux motifs empruntés au passé, et à l'éclectisme, s'appuyant sur un regard nouveau porté à la culture populaire et son expression architecturale (le « vernaculaire commercial »), regard initié par Robert Venturi dans son ouvrage Learning from Las Vegas, et contemporain du Pop-Art. Un des exemples emblématiques est la Sony Tower (ex tour ATT) de Philip Johnson à New York.
- L'Architecture déconstructiviste.
- La Blob architecture.
- L'architecture bioclimatique.

### Architecture africaine

Monument de la réunification à Yaoundé.

## Architectures avec autres approches symboliques

### Architecture asiatique
- Architecture indienne
- Architecture thaïe
- Architecture khmère
- Architecture annamite
- Architecture moghole
- Architecture thibétaine
- Architecture chinoise
- Architecture coréenne
- Architecture japonaise

### Architecture pré-colombienne
- Architecture maya
- Architecture aztèque
- Architecture inca